# Anerincleistus
Anerincleistus är ett släkte av tvåhjärtbladiga växter. Anerincleistus ingår i familjen Melastomataceae.

## Dottertaxa tillAnerincleistus, i alfabetisk ordning[1]
- Anerincleistus acuminatissimus
- Anerincleistus angustifolius
- Anerincleistus barbatus
- Anerincleistus bracteatus
- Anerincleistus bullatus
- Anerincleistus cornutus
- Anerincleistus curtisii
- Anerincleistus cyathocalyx
- Anerincleistus dispar
- Anerincleistus echinatus
- Anerincleistus fasciculatus
- Anerincleistus floribundus
- Anerincleistus fruticosus
- Anerincleistus grandiflorus
- Anerincleistus griffithii
- Anerincleistus hirsutus
- Anerincleistus hispidissimus
- Anerincleistus macranthus
- Anerincleistus macrophyllus
- Anerincleistus monticola
- Anerincleistus pauciflorus
- Anerincleistus pedunculatus
- Anerincleistus philippinensis
- Anerincleistus phyllagathoides
- Anerincleistus pulcher
- Anerincleistus purpureus
- Anerincleistus quintuplinervis
- Anerincleistus rupicola
- Anerincleistus sertuliferum
- Anerincleistus setosus
- Anerincleistus setulosus
- Anerincleistus stipularis